# Черкаська медична академія
Черка́ська медична академія — державний заклад вищої освіти в місті Черкаси, який готує медиків та фармацевтів.

## Діяльність
Академія здійснює підготовку молодших спеціалістів з сестринської, лікувальної, акушерської та медико-профілактичної справи, лабораторної діагностики, стоматології ортопедичної та фармації, а також бакалаврів з сестринської справи та фармації. Щороку в академії навчається до 2 тисяч студентів, а за всю історію вона випустила вже 28 тисяч спеціалістів.
Форми навчання:
- очна денна
- очна вечірня
- заочна
- очно-заочна

Заклад має висококваліфікований склад викладачів, потужну матеріально-технічну базу, сучасне медичне та фармацевтичне обладнання, розвинуту комп'ютерну мережу, велику бібліотеку, спортивну та тренажерну зали, лабораторія звукозапису, діють різні спортивні секції, предметні, творчі та наукові гуртки.

## Структура
До академії входять відділення післядипломної освіти, філія в місті Багачеве та науково-дослідний центр медико-біологічних проблем.
Заклад співпрацює з такими закладами країни як Національний медичний університет імені Олександра Богомольця, Українська медична стоматологічна академія (Полтава) та Національна медична академія післядипломної освіти імені П.Л.Шупика.

## Історія
Академію засновано в 1930 році як медичний технікум з підготовки акушерок. Тривалий час мав статус саме технікуму, пізніше став училищем. З 1993 року згідно з наказом МОЗ України Черкаське медичне училище стало коледжем. Того ж року він один із перших у державі почав підготовку медсестер бакалаврів. 2004 року коледж першим в Україні відкрив бакалаврат з підготовки фармацевтів. Відповідно до рішення Черкаської обласної ради від 16 грудня 2016 року № 10-52/VII змінено найменування Черкаський медичний коледж на Черкаська медична академія.